# Brevicornu verralli
Brevicornu verralli är en tvåvingeart som först beskrevs av Edwards 1925.  Brevicornu verralli ingår i släktet Brevicornu och familjen svampmyggor. Arten är reproducerande i Sverige. Inga underarter finns listade i Catalogue of Life.